# Serra de la Cadamont
La Serra de la Cadamont és una serra situada al municipis de Sant Ferriol a la comarca de la Garrotxa i el de Sant Miquel de Campmajor a la comarca del Pla de l'Estany, amb una elevació màxima de 477 metres.